# Chris Dowe
Christopher Daryl Dowe jr. (Louisville, 26 agosto 1991) è un cestista statunitense, che gioca come guardia.

## Palmarès
- Coppa di Polonia: 1

Włocławek: 2020
- Supercoppa polacca: 1

Włocławek: 2019